# کی کالونی بیچ (فلوریدا)
کی کالونی بیچ (به انگلیسی: Key Colony Beach) شهری در شهرستان مونرو ایالت فلوریدا است که در سال ۱۹۵۷ بنیان‌گذاری شده‌است. این شهر طبق سرشماری سال ۲۰۱۰ میلادی، ۷۹۷ نفر جمعیت داشته و مساحت آن نیز ۱٫۷ کیلومتر مربع است.